# Іву
Іву Олівейра (порт. Ivo Oliveira, нар. 4 листопада 1980, Порту) — португальський футболіст, що грав на позиції воротаря.

## Ігрова кар'єра
У дорослому футболі дебютував 1997 року виступами за команду «Порту Б», в якій провів один сезон.
Своєю грою за цю команду привернув увагу представників тренерського штабу клубу «Уніан Ламаш», до складу якого приєднався 1998 року. Відіграв за команду наступні три сезони своєї ігрової кар'єри.
2001 року уклав контракт з клубом «Салгейруш», у складі якого провів наступні два роки своєї кар'єри гравця.
Протягом 2003—2004 років захищав кольори клубу «Ештуріл-Прая», а згодом грав за низку інших португальських клубів.
2012 року перейшов до клубу «Ногейренсе», за який відіграв 1 сезон. Завершив професійну кар'єру футболіста виступами за команду у 2013 році. Надалі став працювати тренером воротарів

## Виступи за збірну
Виступав у складі юнацьких збірних до 15 і 16 років. Згодом у складі молодіжної збірної Португалії був учасником молодіжного чемпіонату Європи 2002 року у Швейцарії, на якому португальці не подолали груповий етап, але на поле не виходив.